# Aldeanueva de Ebro
Aldeanueva de Ebro ist ein Ort und eine Gemeinde (municipio) mit 2.691 Einwohnern (Stand: 2024) im Nordosten der spanischen Autonomen Region La Rioja. Sie gehört zum Weinbaugebiet der Rioja Baja.

## Lage und Klima
Der Ort Aldeanueva de Ebro liegt im Tal des Ebro ca. 60 km (Fahrtstrecke) südöstlich der Provinzhauptstadt Logroño in einer Höhe von ca. 340 m; die historisch und kulturell bedeutsame Stadt Calahorra ist nur ca. 12 km in nordwestlicher Richtung entfernt. Das Klima ist gemäßigt bis warm; Regen (ca. 530 mm/Jahr) fällt überwiegend im Winterhalbjahr.

## Bevölkerungsentwicklung
| Jahr      | 1857  | 1900  | 1950  | 2000  | 2018  |
| Einwohner | 2.205 | 2.753 | 2.800 | 2.491 | 2.732 |

Trotz der Reblauskrise im Weinbau, der zunehmenden Mechanisierung der Landwirtschaft und der Aufgabe bäuerlicher Kleinbetriebe ist die Einwohnerzahl des Ortes vergleichsweise konstant geblieben.

## Wirtschaft
In früheren Jahrhunderten lebten viele Einwohner des Ortes weitgehend als Selbstversorger direkt oder indirekt (als Handwerker und Gewerbetreibende) von der in der Umgebung betriebenen Landwirtschaft. In römischer Zeit verband eine Handelsstraße die Städte des Ebro-Tals (Gracurris, Calahurris und Caesaraugusta) mit der kantabrischen Küste und der Iberischen Meseta. Der seit den Zeiten der Römer betriebene Weinbau gewann vor allem im 19. Jahrhundert an Bedeutung, als sich französische Winzer im Ebro-Tal niederließen, um dort Wein nach französischem Vorbild zu produzieren.

## Geschichte

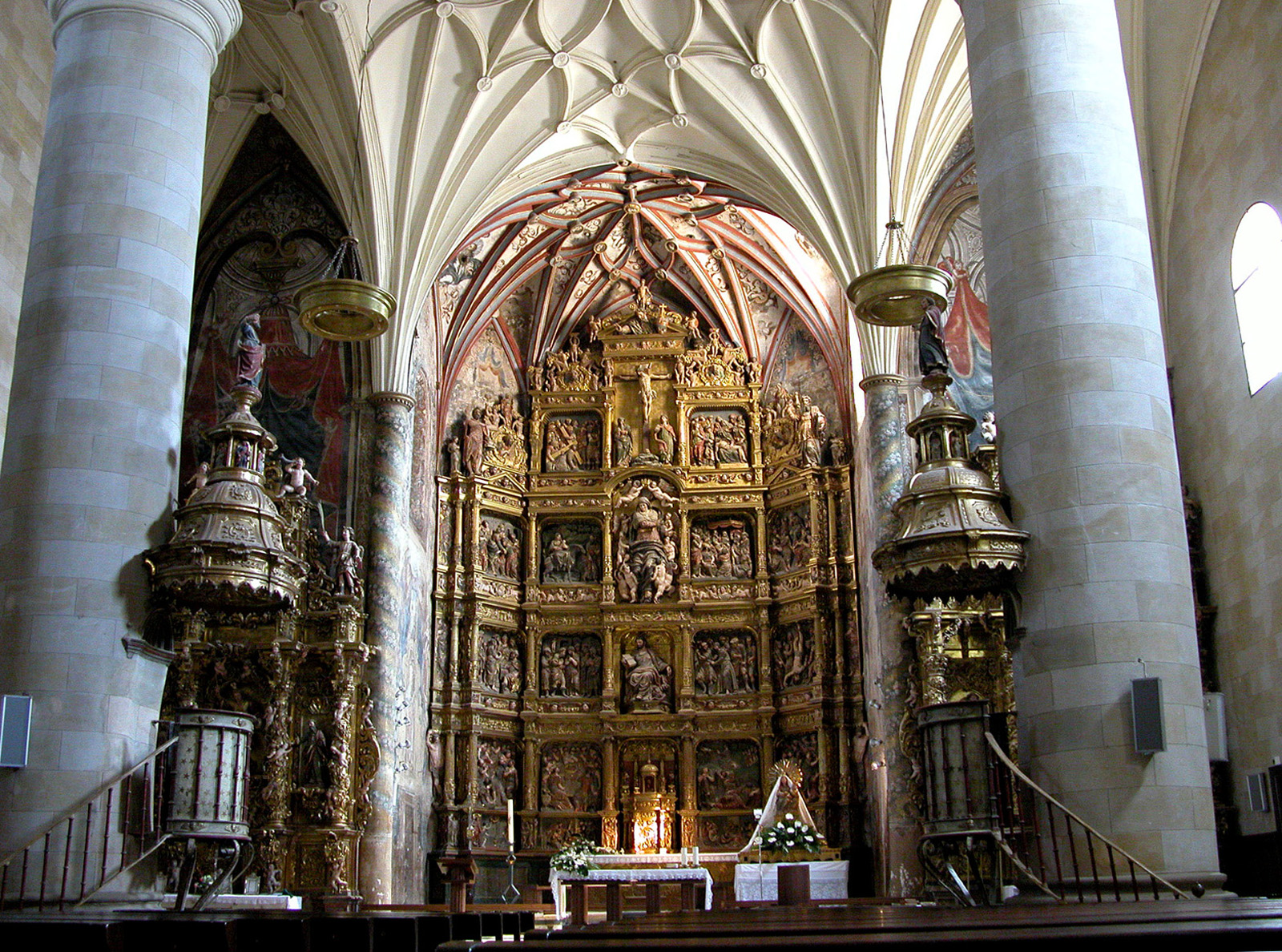
Aldeanueva de Ebro – Altarretabel der Iglesia de San Bartolomé

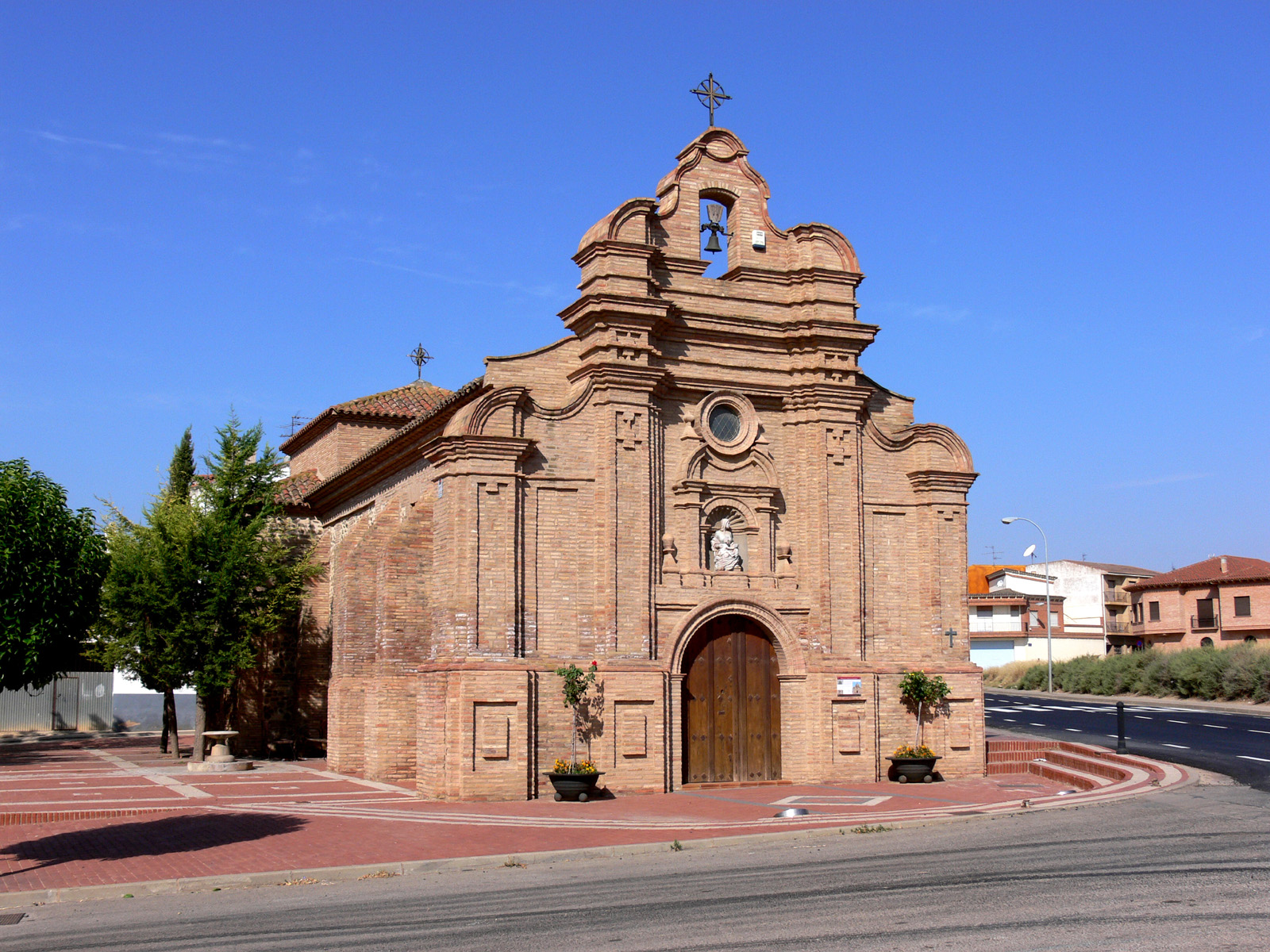
Aldeanueva de Ebro – Ermita de Nuestra Señora de Los Remedios

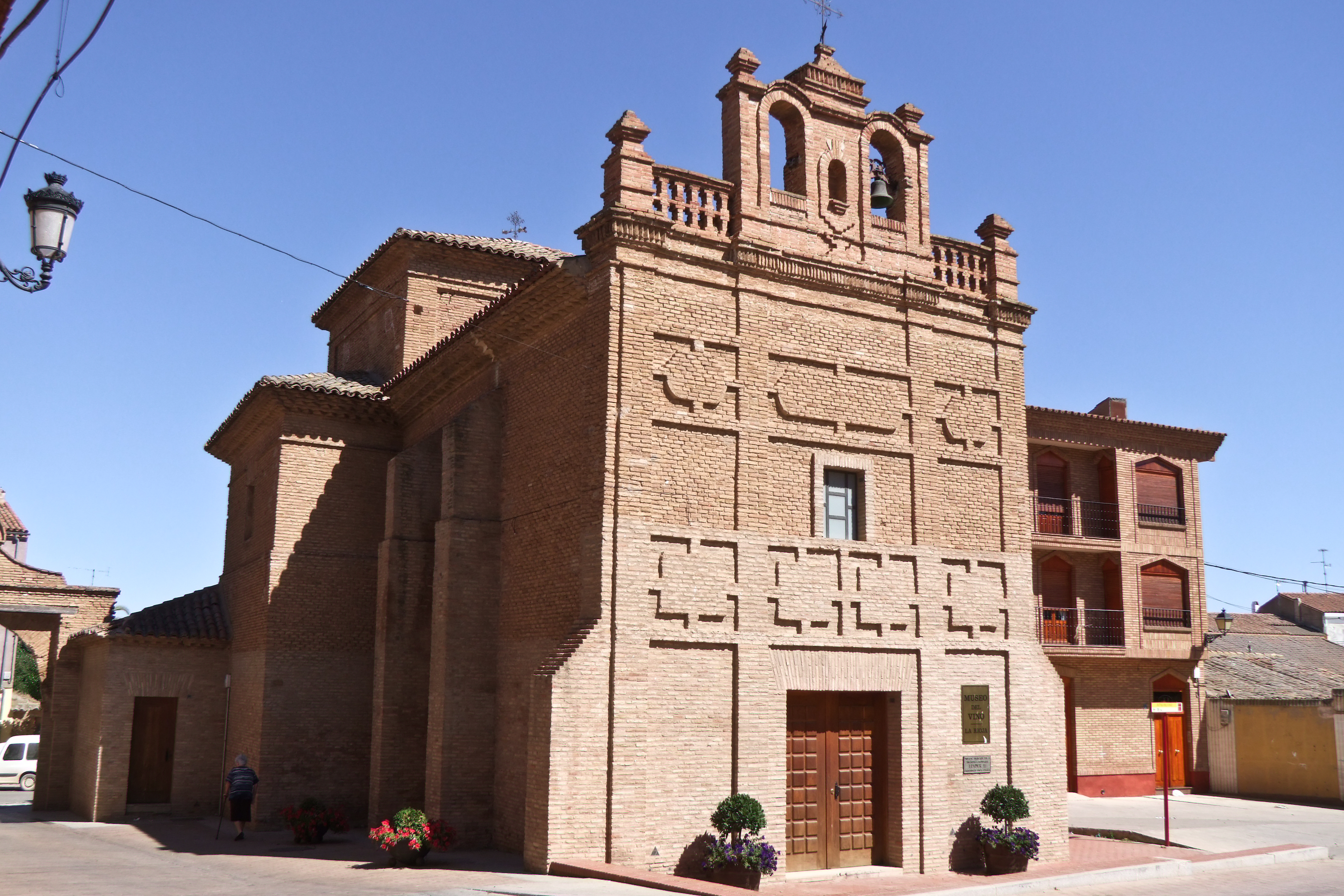
Aldeanueva de Ebro – Ermita de Nuestra Señora del Portal

Auf dem Gemeindegebiet wurden bronzezeitliche Keramikscherben gefunden. Keltiberische, römische, westgotische und selbst maurische Spuren fehlen hingegen. Im 8. und 9. Jahrhundert stand die Gegend unter dem Einfluss der Banu Qasi. Um das Jahr 920 eroberte Sancho I. von Navarra das obere Ebro-Tal; es gelang ihm ein kleines christliches Reich im Iregua-Tal zu etablieren. Zu Beginn des 11. Jahrhunderts erlebte die Gegend unter Sancho III. von Navarra eine Blütezeit; er teilte sein Reich testamentarisch unter seine drei Söhne auf, was in der Folgezeit zu anhaltenden Konflikten zwischen den Königreiche Navarra, Kastilien und Aragón führte. Im Jahr 1076 wurde die Gegend von Alfons VI. von Kastilien erobert. Im Mittelalter und in der frühen Neuzeit gehörte der Ort zur Grundherrschaft (señorio) des Bistums Calahorra bis seine Bürger im Jahr 1664 gegen Zahlung einer beträchtlichen Geldsumme die vollen Stadtrechte (villa) erhielt.
Bis zur großen Gebietsreform des Jahres 1833 gehörte Aldeanueva zur altkastilischen Provinz Soria; danach wurde die Kleinstadt der neugeschaffenen Provinz Logroño zugeschlagen. Im Jahr 1980 wurde der Name der Provinz Logroño in La Rioja geändert; außerdem erhielt sie den Status einer Autonomen Region.

## Sehenswürdigkeiten
- Die im 16./17. Jahrhundert beinahe gänzlich aus Ziegelsteinen erbaute Iglesia de San Bartolomé ist eine dreischiffige Hallenkirche; der im Grundriss quadratische Turm (campanario) mit seinem oktogonalen Glockengeschoss dürfte der letzten Bauphase angehören. Die drei gleichhohen Schiffe (naves) sind von spätgotisch anmutenden Sterngewölben aus Stuck bedeckt; Pfeiler und Außenwände sind mit Natursteinplatten verkleidet. Glanzstücke der Ausstattung sind die drei Altarretabel (retablos), von denen das mittlere noch aus der Zeit um 1575/80 stammt und von Arnao de Bruselas im Stil der Renaissance gefertigt wurde; auch die beiden seitlichen Barockaltäre und die zwei Kanzeln sind erwähnenswert.[5]
- Die recht große, ebenfalls aus Ziegelsteinen erbaute Ermita de Nuestra Señora de Los Remedios stammt möglicherweise noch aus dem 16. Jahrhundert, doch zeigt die gesamte Westfassade mit ihrem Glockengiebel (espadaña) deutliche barocke Züge.
- Die ebenfalls zur Gänze aus Ziegelsteinen erbaute Ermita de Nuestra Señora del Portal diente im 18. und 19. Jahrhundert als Hospital und Theater. Im Jahr 1860 wurde sie restauriert und erneut kultischen Zwecken zugeführt; vielleicht stammt der Glockengiebel (espadaña) über der in Felder eingeteilten Westfassade aus dieser Zeit. Seit den 1960er Jahren dient die Kapelle als regionales Weinmuseum.[6]
- In den Außenbezirken der Stadt steht eine Stierkampfarena (Plaza de Toros) aus dem ausgehenden 19. Jahrhundert.